# مايك فيلبس
مايك فيلبس (بالإنجليزية: Mike Phelps)‏ مواليد 3 أكتوبر 1961 في فيكسبيرغ، هو لاعب كرة سلة أمريكي سابق وحمل الرقم 25 و14. يبلغ طوله 6 قدم 4 بوصة (1.9 م).

## فرق لعب لها
- لوس أنجلوس كليبرز

## روابط خارجية
- مايك فيلبس على موقع إن بي أي (الإنجليزية)
- مايك فيلبس على موقع سبورتس رفرنس (الإنجليزية)
- مايك فيلبس على موقع كلية كرة السلة في سبورتس رفرنس.كوم (الإنجليزية)
- مايك فيلبس على موقع ريلجم (الإنجليزية)
- مايك فيلبس على موقع بروبوليرز (الإنجليزية)